# Pseudopanurgus porterae
Pseudopanurgus porterae là một loài Hymenoptera trong họ Andrenidae. Loài này được Cockerell mô tả khoa học năm 1900.